# Zama, Kanagawa
Zama (座間市 Zama-shi) là một thành phố thuộc tỉnh Kanagawa, Nhật Bản.